# H/PJ-87
H/PJ-87 je dvouúčelový lodní kanón vyráběný čínskou státní společností China Shipbuilding Industry Corporation (CSIC). Jedná se o modifikaci francouzského 100mm kanónu Creusot-Loire, resp. jeho odlehčené exportní verze Compact.
Kanóny jsou montovány na tři třídy čínských torpédoborců, konkrétně typu 051C, typu 052B a typu 052C.

## Typ 210
Typ 210 je přímá kopie, resp. licenční verze francouzského 100mm kanónu Creusot-Loire čínské výroby s lokálními modifikacemi. Čínský Typ 210 je uzpůsoben také pro střelbu laserově naváděnou municí a oproti původnímu francouzskému kanónu má vyšší kadenci střelby, až 90 ran za minutu.
Ve službě se Typ 210 neosvědčil. Špatnou reputaci si získal zejména kvůli problémům s integrací se systémy a častým zasekáváním.

## H/PJ-87
H/PJ-87 je modernizovaná verze původního designu typu 210. Hlavním zlepšením je hlubší integrace s čínskými systémy pro správu dat z bojových situací (combat data management). Plášť dělové věže využívá šikmé plochy pro snížení radarového odrazu.